# Mysidopsis surugae
Mysidopsis surugae är en kräftdjursart som beskrevs av Murano 1970. Mysidopsis surugae ingår i släktet Mysidopsis och familjen Mysidae. Inga underarter finns listade i Catalogue of Life.